# 2018年秘鲁地震
2018年秘鲁地震，是2018年1月14日发生于秘鲁阿亚库乔大区盧卡納斯省普基奧近海的一场地震，震中位于西经74.74度，南纬15.78度，震级为Mw 7.1级，震源深度约为36.3千米。
美国地质调查局指出，本次地震是一个逆断层事件。在此次地震中，秘鲁西南部地区震感强烈。美国国家海啸预警中心一度向南美洲西部沿岸部分地区发布了海啸提醒，但随后证实没有海啸发生。

## 地质背景
南美洲西部近海有长达7000多公里的南美弧，该地质构造由智利南部延伸至巴拿马南部的巴拿马断裂带附近，是纳斯卡板块和南美洲板块间的板块边界。这条消亡边界是安第斯山脉抬升的主要原因，也是南美洲西部地区频繁的火山地震活动的重要诱因。相对于较稳定的南美洲板块，纳斯卡板块略微向东北俯冲位移，板块漂移平均速度约80 - 65毫米/年。在地壳和板间构造的影响下，南美洲大多数大地震的震源深度都在0千米到70千米之间。
发生此次地震的秘鲁位于南美洲西部，濒临太平洋，位于环太平洋火山地震带上，地震频发。除本次地震外，近年该地区附近还曾发生过2005年秘鲁北部地震、2007年秘鲁地震和2014年秘鲁地震等多次较大地震。

## 震害情况
这场地震发生在协调世界时2018年1月14日9时18分，也即秘鲁当地时间凌晨4时18分。震中位于秘鲁东北部的加勒比海海域，震中人口稀少，附近300千米以内仅有约6700名居民。秘鲁全国大部地区在此次地震中均有明显震感，阿雷基帕省、伊卡省等省份和利马、伊卡、阿亚库乔等城市震感强烈，并伴随着巨大的噪声。秘鲁官方宣布，地震已造成1人死亡，65人受伤，并有63幢民房坍塌。唯一一位死者系因被掉落的石块砸中致死。据报还有17名矿工因被垮塌的矿井掩埋而失踪。阿雷基帕省省长亚米拉·奥索里奥（Yamila Osorio）表示，一些土坯房屋在地震中倒塌，部分道路被山体滑坡阻塞，另有一些地区电力供应中断。
地震发生后，秘鲁国家气象局指出在距离震中心约186英里范围内的地方，都有可能发生海啸。而隶属于美国国家气象局的美国国家海啸预警中心向秘鲁沿岸发布海啸提醒，指出海啸波高可能在0.3米至1米之间。之后该中心追加了对智利沿岸的海啸提醒。中国国家海洋局海啸预警中心发布了海啸信息，指出当次地震可能会在震源周围引发局地海啸，但不会对中国近岸造成影响。日本气象厅指出，海啸不会对日本构成威胁。但其后，中国国家海洋局和美国国家气象局都证实本次地震并没有监测到海啸波。秘鲁海军亦排除了此次地震引发海啸的可能性。
之后，秘鲁政府动用飞机向灾区运送帐篷、毛毯等人道主义救援物资。机场和港口亦在地震前后维持正常运行。秘鲁总统佩德罗·巴勃罗·库琴斯基表示，将向灾区投送一切所需物资，政府已经全力投入救灾。他还说，救援队正在评估震区的震害情况。

## 观测研究

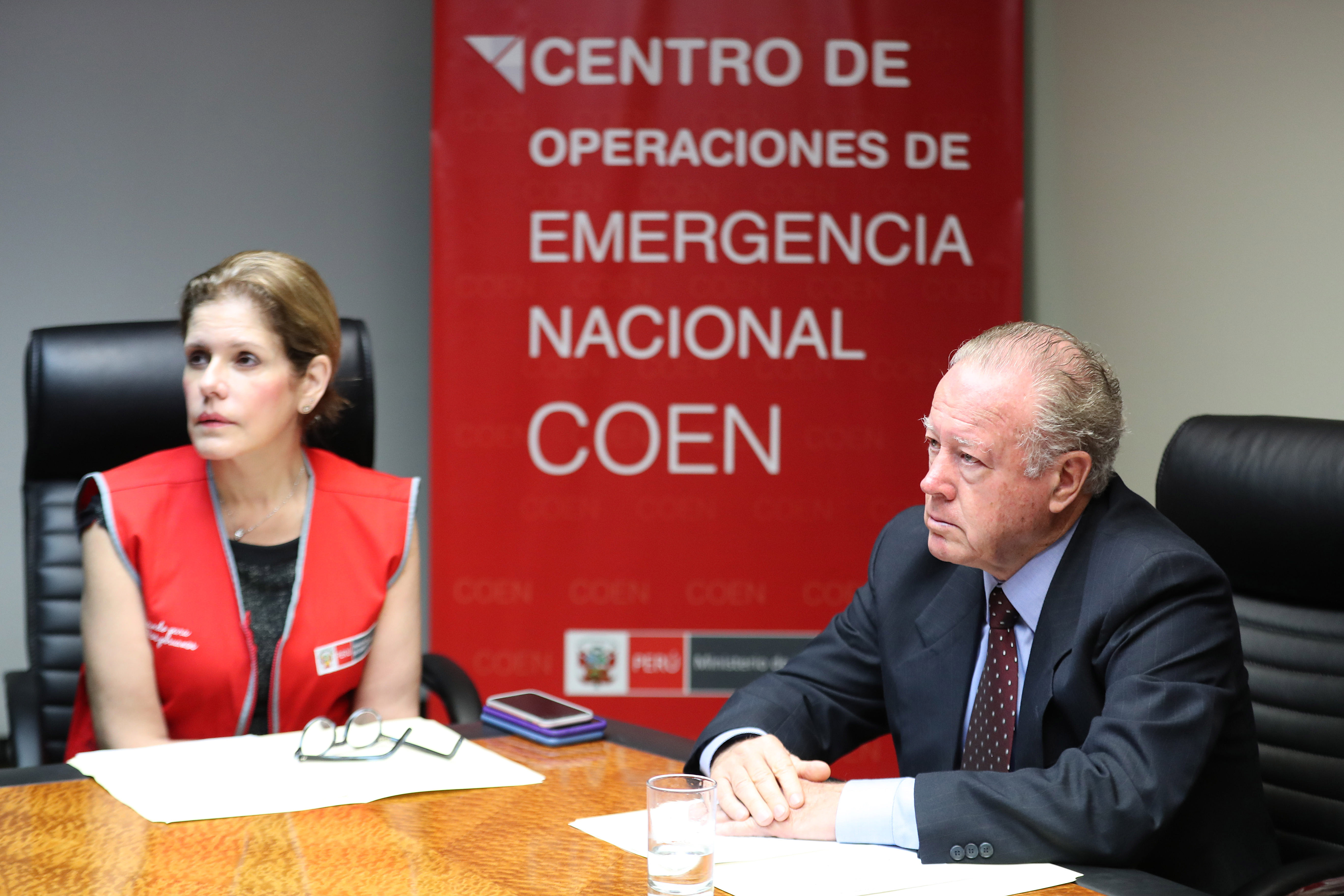
正在震区视察灾情的秘鲁国防部长豪尔赫·涅托·蒙特西诺斯（右一）。

秘鲁地球物理研究所测定此次地震震级为6.8级，震源深度48千米。中国地震台网测定本次地震的规模为面波震级7.2级，震源深度20千米。美国地质调查局最初测定本次地震的规模为矩震级7.3级，稍后则修正为7.1级。美方还表示，此次地震震源深度为36.3千米，并测算该次地震的最大烈度为麦加利地震烈度8(VIII)度。美国地质调查局就本次地震进行的互联网地震强度调查则接到了最大烈度达麦加利地震烈度9(IX)度的震感感知报告。另据欧洲和地中海地震中心测定，本次地震规模为矩震级7.1级，震源深度41千米，震中附近最大烈度为欧洲宏观地震度量5(V)度。而德国地球科学研究中心则推定指，此次地震规模为矩震级7.1级，震源深度38千米。俄罗斯科学院地球物理研究所的39个地震台站记录到了这场地震，据俄科学院推算称，是次地震的规模达面波震级7.3级、体波震级7.1级，震源深度10千米，最大烈度可达梅德韋傑夫·史邦豪雅·卡尼克地震烈度表10度至10.5度。日本气象厅经过解析，推定此次地震的规模为矩震级7.1级。日本气象厅于日本时间14日18时发表远震关联消息，推定此次地震的规模为日本气象厅地震规模7.3级。并在之后认定此次地震的矩震级为7.1级，震源深度42千米。